# Hon/Elle
Pour les articles homonymes, voir Hon.
Hon/Elle est une sculpture monumentale réalisée d'après la maquette de Niki de Saint Phalle, en 1966, avec la collaboration de Jean Tinguely et du finlandais Per Olof Ultvedt.  Gigantesque Nana couchée sur le dos, jambes écartées, genoux relevés, offrant son vagin comme entrée au public, elle a une toute petite tête, de gros seins et le ventre rond d'une femme enceinte. À l'intérieur de la sculpture, qui se visite comme une maison, se trouvent diverses « salles », ainsi que des mécanismes de Jean Tinguely et des assemblages de Per Olof Ultvedt. La sculpture mesure 13 × 14 × 23 m de longueur.  Elle pèse 6 tonnes.
C'est une révolution qui rapproche Saint Phalle de Marcel Duchamp et du mouvement Dada dont elle ne se réclame pas, et qui traduit les « ready-made » de Duchamp en un jeu de mots humoristique : les « ready-maids »  ou « femmes prêtes » avec la même ironie que met Duchamp dans ses œuvres. 
Hon/Elle ouvre ses « portes » le 3 juin 1966 au Moderna Museet de Stockholm. Pontus Hultén a laissé carte blanche à Niki de Saint Phalle et à ses deux complices pour créer la sculpture géante dont Saint Phalle dessine l'affiche intitulée Hon en Katedral où figurent en caractères identiques les trois noms des artistes associés. C'est une lithographie, Moderna Museet, don de  Pontus Hultén en 1998. Il existe aussi une gouache sur papier,  100 × 70 cm, donnée par Saint Phalle au Musée Tinguely de Bâle.

## La Construction
De longues discussions ont eu lieu entre les trois artistes qui souhaitent répondre « au nouvel Open art des happening s à Fluxus, et à un pop art  nettement marqué comme américain. Ils veulent réagir directement à l'hybris qu'ils avaient observée à New York. Souhaitant une œuvre résolument européenne, Tinguely a proposé un opéra ou théâtre mécanique en plusieurs épisodes : La Femme s'empare du pouvoir ou Un responsable des relations publiques se suicide à la suite d'un échec, ou l'Assassinat de LBJ (Lyndon B. Johnson) ou encore Le Pape à New York. Sachant que l'œuvre doit être ensuite détruite, Niki plaide pour une cathédrale géante. C'est finalement Pontus qui suggère une gigantesque figure allongée sur le dos, dans l'esprit des Nanas de Niki. L'idée est retenue. On lui donne tout de suite le nom de Hon en Katedral (Elle, une cathédrale). »
Dans une lettre à Clarice Rivers, Niki de Saint Phalle décrit l'ambiance qui régnait à ce moment-là. L'atmosphère de secret dans laquelle les artistes avaient dû travailler et le risque que prenait Pontus : « Il n'y avait rien de pornographique dans la Hon même si l'on y entrait par son sexe. Pontus savait qu'avec cette vaste dame il s'embarquait pour une aventure périlleuse. Aussi décida-t-il de garder secret tout le projet. Autrement les autorités auraient pu mal interpréter les rumeurs et interdire l'exposition avant son ouverture. Nous dûmes construire un écran géant derrière lequel nous travaillions. Personne n'était autorisé à voir ce que nous faisions.
Je me rappelle avoir ri plusieurs fois avec Pontus, quand il nous racontait que c'était peut-être ses derniers moments au musée, avant d'être renvoyé par un ministre de la culture indigné. Mais il tenait à prendre le risque comme il le fait toujours quand il croit à quelque chose. Pontus Hultén avait déjà attiré à Stockholm de nombreux artistes novateurs. Il a été le premier à exposer Jasper Johns, il amena la Chèvre de Robert Rauschenberg. C'est lui qui fit venir Jackson Pollock en Suède et organisa le premier concert de John Cage qui laissa tout le monde horrifié. »
Dans cette même lettre à Clarice, Niki de Saint Phalle détaille le travail de chacun « (...) Je fis le petit modèle original qui donna naissance à la Déesse. Jean, qui était capable de mesurer à l'œil, réussit à agrandir le modèle en une carcasse de fer qui était l'exacte réplique de l'original. Une fois que le châssis fut soudé, une immense surface de grillage fut soudée pour former le corps de la Déesse. Sur les petits réchauds électriques, je faisais cuire dans d'énormes marmites des masses de colle de peau de lapin puante. Des mètres de tissu furent mélangés à la colle, puis disposés sur le squelette en métal. Plusieurs couches furent nécessaires pour cacher le support(…). Quand les toiles furent séchées et bien collées, nous avons peint en blanc le corps de la déesse. Puis je la décorai en apportant quelques modifications au modèle original. Plus tard, avec l'aide de Rico, je peignis la sculpture. Pontus travaillait nuit et jour, jouant de la scie et du marteau participant à notre travail de toutes la façons qu'il pouvait. Pendant ce temps, Jean et Ultvedt s'occupaient à remplir l'intérieur du corps de toutes sortes d'attractions. Nous avions six semaines pour produire notre énorme géante. nous avons dû travailler 16 heures par jour »

## Description
En pénétrant dans le vagin de la géante, les visiteurs se retrouvent dans un labyrinthe rempli de jeux faisant référence à Dylaby, un labyrinthe dynamique réalisé en 1962 par Robert Rauschenberg, Martial Raysse, Niki de Saint Phalle, Daniel Spoerri, Jean Tinguely, et Per Olof Ultvedt, présenté au Stedelijk Museum,  d'Amsterdam, du 30 août au 30 septembre 1962.
Vient ensuite une grande roue à piler du verre, imaginée par Jean Tinguely. Un bar attend les visiteurs dans un des seins où des haut-parleurs susurrent des secrets d'alcôve. La jambe gauche comporte le siège de l'amour, tandis que la jambe droite  entraîne tout le monde avec un toboggan vers une galerie de faux tableaux peints par Ulf Linde, critique d'art et collaborateur de Marcel Duchamp. Dans l'estomac de Hon, on trouve un assemblage mobile de Per Olof Ultvedt . Cette œuvre est un monument absurde, présentant un homme éternellement massé par des mains multiples, assis en déséquilibre sur une chaise, face à un écran de télévision qui diffuse en boucle des vagues d'océan,. 
L'intérieur de Hon pouvait faire penser à une boîte de nuit, mais extérieurement, elle était très colorée. Une série d'escaliers permettait d'accéder à une terrasse sur son ventre, d'où on avait une vue panoramique sur les visiteurs qui s'approchaient et sur ses jambes peintes de couleurs vives. « je peignis la Hon comme un œuf de Pâques avec les couleurs pures et très vives que j'ai toujours utilisées et aimées. Ce fut une incroyable expérience de création. »
Hon a également un planétarium construit par Jean Tinguely dans le sein gauche, et un milk-bar dans son sein droit. Dans un de ses bras est projeté le premier court métrage où joue Greta Garbo, et dans une jambe se trouve  la galerie des faux Paul Klee, des faux Jackson Pollock, etc..

## Accueil et destruction
L'évènement a été un grand succès public. 

« Elle était là comme une grande Déesse de la fertilité, accueillante et confortable dans son immensité et sa générosité. Elle reçut, absorba, dévora des milliers de visiteurs. La joyeuse et géante créature représenta pour beaucoup de visiteurs comme pour moi le rêve du retour à la Grande Mère. Des familles entières avec leurs enfants, leurs bébés, vinrent la voir. La HON eut une vie courte mais pleine. Elle exista pendant trois mois et fut détruite. Car la HON, qui remplissait l'espace du grand hall du musée, n'avait jamais été prévue pour y rester. Des mauvaises langues dirent que c'était la plus grande putain du monde parce qu'elle accueillit 100.000 visiteurs en trois mois.
Un psychiatre de Stockholm écrivit dans un journal que la HON changerait les rêves des gens pour les années à venir. Le nombre des naissances augmenta à Stockholm l'année suivante, cela fut attribué à la Hon!
La Hon avait quelque chose de magique. Près d'elle on ne pouvait que se sentir bien. Tous ceux qui l'approchaient ne pouvaient s'empêcher de sourire. »

La géante exposée pendant trois mois devait être détruite en trois jours. « Pour souligner l'importance de ce dernier acte, un film témoigne de la destruction violente et très misogyne de Hon. Sur fond d'une musique de carnaval, cette séquence d'archive rappelle la configuration des espaces intérieurs de l'œuvre, et en expose le côté sombre quand elle montre les bouteilles de soda régulièrement écrasées par la Machine for broken glass de Tinguely, ou bien les scènes où une équipe exclusivement composée d'hommes ôte un des seins. »
Les dessins architecturaux qui étaient destinés à être jetés sont jugés remarquables par Patrik Andersson qui rapproche encore Niki de Saint Phalle de Marcel Duchamp. Duchamp avait caché la violence de son nu derrière une porte de grange. Niki de Saint Phalle masque la violence de la destruction de Hon en rajoutant une couche de peinture fraîche sur le corps mutilé pour que cette destruction devienne joyeuse.
Il reste au Moderna Museet la maquette de Hon en papier mâché peinte par Niki de Saint Phalle 35 × 32 × 83 cm donation Pontus Hultén 1998.

## Hon au théâtre
Les Nanas de Niki de Saint Phalle ont déjà remporté un beau succès dans un ballet de Roland Petit : Éloge de la folie, monté au Théâtre des Champs-Élysées à Paris en mars 1966. Le chorégraphe met en scène les Nanas sur tiges, ou tenues à bout de bras par des danseurs.  Les décors sont de Niki de Saint Phalle, Jean Tinguely et Martial Raysse, la musique est de Marius Constant, le texte de Jean Cau. Niki de Saint Phalle y dénonce la guerre avec des figures de tyranosaures, la drogue symbolisée par un danseur-pantin sur fond de panneau aux couleurs vives, mais aussi, l'intervention des Nanas symbolise la suprématie de la femme. Le public et la presse font un accueil triomphal au spectacle.
La plus monumentale de toutes les Nanas, détruite en mai 1966, revient sur scène en format réduit, dès octobre. Elle reste toutefois assez monumentale pour symboliser une forteresse. Niki de Saint Phalle est ravie de renouveler l’expérience théâtrale au Staatstheater de Cassel durant l’exposition documenta de Cassel, où Rainer von Hessen l’invite à créer décor et costumes pour Lysistrata. La pièce d’Aristophane dans laquelle les Athéniennes font la grève du sexe pour protester contre la guerre avec Sparte ne pouvait que l’enthousiasmer. S’inspirant de la grande Hon qu’elle vient de créer à Stockholm, Niki fait de l’Acropole une gigantesque Nana couchée depuis laquelle les femmes, en mini-jupes et soutien-gorge colorés, apostrophent et congédient les comédiens. The Sonics terminent la performance dans le véritable style pop des années 1960.

Hon ne donne pas seulement naissance à une armée de Nanas : elle va aussi propulser Niki de Saint Phalle au rang des « grands » ainsi que le rapportent Jean-Louis Ferrier et Yann Le Pichon : 

« Niki de Saint Phalle sculpte comme Arman accumule, comme Spoerri digère ses reliefs de repas dans de la résine epoxy, comme Christo emballe, comme Hains et Villeglé collent déchirent et décollent, comme Tinguely soude et démonte. »